# Грин, Лесли
Лесли Грин (англ. Leslie J. M. Green; род. 1956) — ведущий ученый в области аналитической философии права.

## Биография
Родился в городе Бридж оф Вейр, гр. Ренфрушире в Шотландии, учился в Королевском университете в Канаде, и Наффилдском колледже в Оксфорде; под руководством профессоров Чарльза Тейлора и позже Джозефа Раза он защитил свою диссертацию, которая стала основой книги «The Authority of the State».
В 2006 году был избран профессором в области философии права в Оксфордском университете, что предполагало научное сотрудничество в колледже Баллиол. Также в Баллиоле получил статус профессора после того как со своего поста ушел Джозеф Раз. Был одним из двух профессоров по юриспруденции в Оксфорде, другим был Джон Гарднер. В то же время Грин работал на неполную ставку профессором и заслуженным ученым в области философии права в Университете Квинс. Грин также является помощником профессора в Университете МакМастер.
До этого Грин большую часть своей карьеры преподавал в юридической школе Осгуд Холл Йоркского университета в Торонто. Он также преподавал в Линкольнском колледже, Оксфорд, в Boalt Hall Law School при Калифорнийском университете, Беркли; в юридической школе Чикагского университета, и в течение нескольких лет регулярно приглашался как профессор-консультант юридической школы Техасского университета в городе Остин. Он был приглашенным научным сотрудником в Центре Колумбийского университета по вопросам права и философии, а также был членом Hauser Global Faculty юридической школы Нью-Йоркского университета.

## Научная деятельность

### Научные взгляды
Грин пишет про политическую философию, правовые обязательства и власть, правовое обоснование, а также моральные и политические проблемы, связанные с половым различием. Его работа отстаивает существование удивительных сочетаний идей. Он является защитником правового позитивизма который утверждает, что существует много необходимых связей между правом и моралью. Он отрицает существование общего долга подчиняться праву, но считает, что все правовые системы являются ценными с моральной точки зрения и нуждаются в защите там, где они существуют и созданы и где — нет. Он является либеральным в половой этике и утверждает, что половая объективация иногда является положительным явлением.

### Работы
- «The Authority of the State». Oxford: Clarendon Press, 1988. ISBN 0-19-824926-8.
- «The Duty to Govern», in: Legal Theory, Bd. 13 (2007), Nr. 3-4, S. 165—185.
- «Jurisprudence for Foxes», Oxford Legal Studies Research Paper Nr. 22/ 2012; SSRN.